# Єврокубок ФІБА 2025—2026
Єврокубок ФІБА 2025—2026 — одинадцятий сезон турніру, організованого ФІБА.

## Жеребкування
Жеребкування кваліфікаційного турніру відбулось 23 липня 2025 року в Мюнхені Німеччина.

## Кваліфікаційний раунд
14 команд зіграють в цьому раунді. Перші матчі відбудуться 24 вересня, а матчі-відповіді — 1 жовтня 2025 року.
| Команда 1      | Заг. Tooltip Aggregate score | Команда 2           | 1-й матч | 2-й матч |
| -------------- | ---------------------------- | ------------------- | -------- | -------- |
| Абшерон Лайонс |                              | Анортосіс Фамагуста | 24 вер   | 1 жов    |
| Башкімі        |                              | Анвіл Влоцлавек     | 24 вер   | 1 жов    |
| Босна          |                              | Мехелен             | 24 вер   | 1 жов    |
| Раста Фехта    |                              | Балкан              | 24 вер   | 1 жов    |
| Цибона         |                              | Превідза            | 24 вер   | 1 жов    |
| Корона Брашов  |                              | Дніпро              | 24 вер   | 1 жов    |
| Брно           |                              | Пярну               | 24 вер   | 1 жов    |